# The Adverts
The Adverts was een in 1976 opgerichte Britse punkband uit Londen, die bestond tot 1979.

## Bezetting
Laatste bezetting
- T.V. Smith (zang, gitaar)
- Gaye Advert (Gaye Balsden) (basgitaar)
- Rick Martinez (drums, vanaf september 1979 als sessiemuzikant)
- Tim Cross (keyboards, vanaf februari 1979)
- Paul Martinez (gitaar, vanaf september 1979 als sessiemuzikant)
- John Towe (drums, februari – april 1978, vanaf september 1979)

Voormalige leden
- Laurie Driver (Laurie Muscat) (drums, tot februari 1978)
- Rod Latter (drums, april 1978 tot augustus 1979)
- Howard Pickup (Howard Boak) (gitaar, tot augustus 1979)

## Geschiedenis
Balsden en Smith ontmoetten elkaar op de kunstacademie in Devon, verhuisden in 1976 naar Londen en traden daar toe tot het punkcircuit. Ze waren gefascineerd door Iggy Pop, The Velvet Underground, The New York Dolls en The Sex Pistols. Smith schreef songteksten. Gaye oefende basgitaar en nam later de bandnaam als bijnaam (Gaye Advert). Pickup en Driver vonden de twee via een advertentie in het muziektijdschrift Melody Maker en formeerden met hen samen The Adverts eind 1976.
In januari 1977 werden ze tijdens een van hun eerste concerten ontdekt door Brian James van The Damned als voorband van Generation X in de Londense Roxy Club. Hij bemiddelde ze bij Stiff Records, die in april 1977 de eerste single One Chord Wonders op de markt brachten. De song werd spontaan in Melody Maker tot single van de week gekozen. Daarna nodigde John Peel de band uit in zijn radioshow, die in april 1977 werd uitgezonden.
In mei ging de band op tournee door het Verenigd Koninkrijk met The Damned en in augustus verscheen Gary Gilmore's Eyes bij Anchor Records. Achtergrond van de song was de geschiedenis van Gary Gilmore. Gilmore was een in Utah ter dood veroordeelde moordenaar, die zijn netvlies aan de wetenschap ter beschikking stelde en door wiens ogen na zijn dood iemand anders zou kijken. De song plaatste zich snel in de Britse hitlijst (#18). Op 23 augustus werd de tweede sessie van The Adverts bij John Peel uitgezonden. Van augustus tot september trad de band drie keer op op de Britse televisie in de programma's Top of the Pops en Rock On. Op het eind van het jaar speelden ze als voorband van Iggy Pop. In december verscheen de single Safety in Numbers.
Ondertussen werd de band door de Britse muziektijdschriften hoog geprezen en was deze bij veel organisatoren van het clubcircuit een graag geziene gast, omdat ze garant stonden voor een uitverkochte zaal. Gaye Advert werd de pin-upgirl van veel punk-enthousiaste jongeren. Het Britse boulevardblad The Sun beschreef haar als een van de ondeugendste zangeressen, die ooit werden voortgebracht door de popmuziek, ofschoon ze slechts nu en dan haar mond had geopend voor onhoorbare achtergrondzang. De Daily Express vergeleek haar breekbare schoonheid met Marianne Faithfull.
Ook de vierde single No Time to Be 21 en het debuutalbum Crossing the Red Sea with The Adverts, beide uitgebracht in het voorjaar van 1978, bereikten de top 40 van de Britse hitlijst, voordat Laurie Driver de band verliet wegens muzikale meningsverschillen. Ze werd kortstondig vervangen door John Towe, die voorheen had gedrumd bij Chelsea, Generation X, Alternative TV en The Rage. Vanaf april 1978 zat Rod Latter achter het drumstel.
De band volgde meerdere uitnodigingen van de Britse televisie. Ze trad voor de camera bij Top of the Pops en werd als eerste punkband voorgesteld bij de Old Grey Whistle Test. In augustus 1978 werd de derde John Peel-sessie opgenomen met The Adverts. Vervolgens ging de band naar Duitsland, waar ze meespeelden in de tv-film Brennende Langeweile van Wolfgang Büld. Tevens gaven ze drie concerten in Noordrijn-Westfalen.
The Adverts tekenden een contract bij RCA Records, versterkten zich met toetsenist Tim Cross een brachten het album Cast of Thousands uit. Kort na het uitbrengen van het album verlieten Latter en Pickup de band en werd het moeilijk om het album, dat muzikaal qua stijl volledig verschillend was ten opzichte van de voorgaande albums, te promoten. Nadat manager Michael Dempsey was overleden aan de gevolgen van een elektrische schok, werd de band ontbonden. Op 16 oktober werd nogmaals een John Peel-sessie met hen opgenomen en op 27 oktober 1979 gaven The Adverts in het Slough College hun afscheidsconcert.
De geluidsdragers van The Adverts waren lange tijd niet verkrijgbaar op de markt. In 2003 verscheen echter een Anthology van de band als dubbel-cd bij Import Records
Gary Gilmore's Eyes werd in 1991 door Die Toten Hosen nieuw opgenomen voor het album Learning English Lesson One, samen met T.V. Smith. Verdere nummer van de band staan op het album Useless. T.V. Smith formeerde daarna verdere bands en is ondertussen actief als solist. Bij zijn producties werkt hij vaak samen met Tim Cross en stond hij soms met hem samen op het podium.

## Privélevens en overlijden
Tim Cross overleed op 9 juli 2012 aan de gevolgen van longkanker. Howard Pickup overleed op 12 juli 1997 op 45-jarige leeftijd aan een hersentumor. Gaye Advert speelde na de ontbinding van The Adverts in geen bands meer en woont tegenwoordig in Londen, waar ze werkt als maatschappelijk werkster voor oudere mensen. Ook ontwerpt ze onder de artiestennaam Gaye Black modesieraden en collages uit glas, schelpen en botten.

## Discografie

### Singles
- 1977: One Chord Wonders / Quickstep
- 1977: Gary Gilmore´s Eyes / Bored Teenagers
- 1977: Safety in Numbers / We Who Wait
- 1978: No Time to Be 21 / New Day Dawning
- 1978: Television´s Over / Back from the Dead
- 1979: My Place / New Church (live)
- 1979: Cast of Thousands / I Will Walk You Home

### Albums
- 1978: Crossing the Red Sea with The Adverts
- 1979: Cast of Thousands

### Latere publicaties
- 1990: Live at the Roxy Club (Live in het Roxy in april 1977, extra live-optreden van The Adverts in Barbarellas, Birmingham 10/11 juni 1977)
- 1992: Live and Loud – Split with the Ruts (split-lp) met The Ruts / The Adverts live bij het Nottingham Rock City, zomer 1977)
- 1997: The Wonders Don't Care (John Peel Sessions: 25 april 1977, 23 augustus 1977, 21 augustus 1978, 16 oktober 1979)
- 1997: The Punk Singles Collection
- 1998: The Best of the Adverts
- 2003: The Adverts Anthology (dubbel-cd)